# Neomarica
Neomarica é um gênero da família Iridaceae

## Espécies
- Neomarica caerulea
- Neomarica candida
- Neomarica gracilis
- Neomarica guttata
- Neomarica humilis
- Neomarica imbricata
- Neomarica longifolia
- Neomarica northiana
- Neomarica occidentalis
- Neomarica rigida
- Neomarica sabini
- Neomarica sylvestris
- Neomarica vittata